# 새우튀김

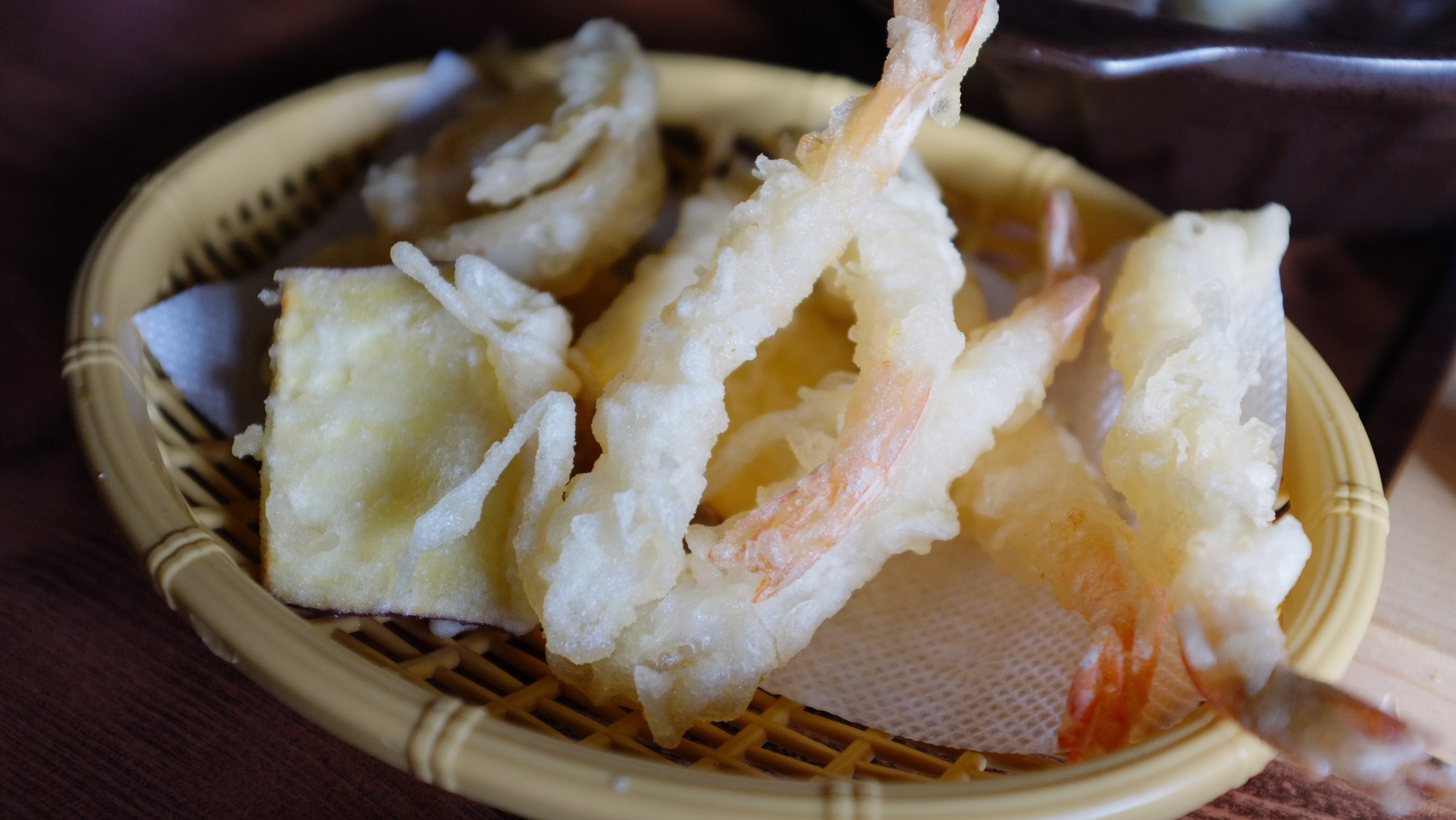
새우튀김

새우튀김은 새우를 식용유에 튀긴 요리이다.

## 지역별 새우 튀김

### 한국
새우튀김은 한국 요리 튀김의 하나이다.
한국식 중국 요리의 깐쇼새우(칠리새우)와 크림새우도 새우 튀김의 일종이다.

### 동아시아
에비후라이(일본어: エビフライ)는 일본에서 개발된 커틀릿 요리 중 하나이다. 대표적인 양식 요리로 취급된다. 돈카쓰처럼 식용유에 새우를 튀겨 만들며, 양배추, 오이, 토마토 등의 채소를 곁들여 낼 때가 많다. 여기에 타르타르 소스나 우스터 소스 등을 찍어 먹기도 한다. 새우 튀김을 만들 때 쓰이는 새우는 고급 요리집에서는 보리새우를 쓰는 경우가 보통이나, 어획량이 줄고 가격이 오르면서 일반적으로는 블랙타이거를 쓰는 가게가 많다. 이외에도 대하나 닭새우, 금닭새우 등을 쓴다. 저렴하거나 냉동인 경우에는 흰다리새우를 쓰는 경우가 많다. 역사는 여러 설이 있으며, 확실하지 않다. 1900년에 도쿄 긴자의 양식 가게 렌가텐에서 돈카쓰 · 멘치카쓰가 인기를 얻으면서 영감을 얻어 비슷한 커틀릿 요리로 고안되었다는 설이 있다.

### 동남아시아
싱가포르에서는 시리얼 프론을 먹는다. 
코코넛 슈림프는 대표적인 동남아시아식 새우 튀김 요리이다.

## 사진

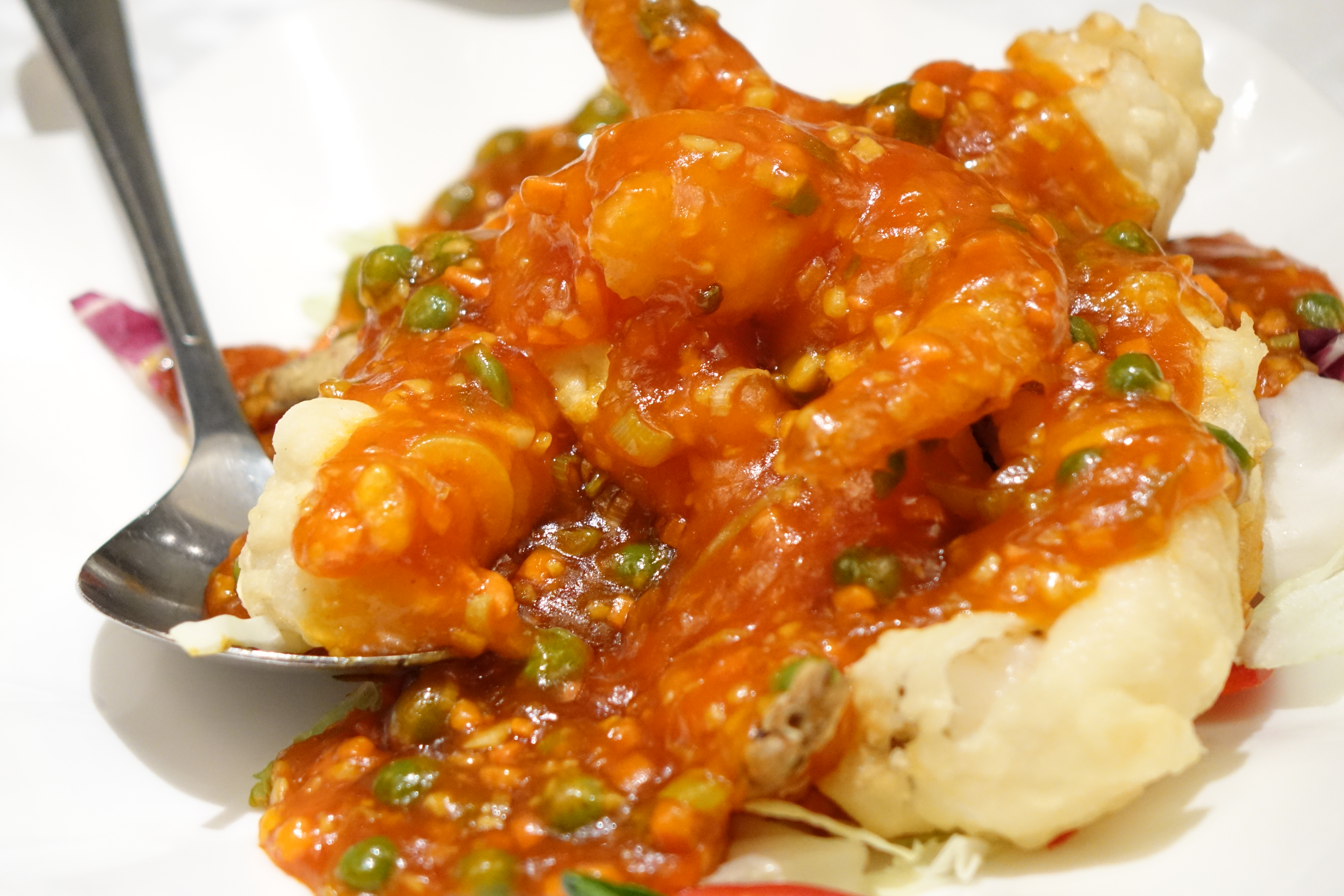
깐쇼새우
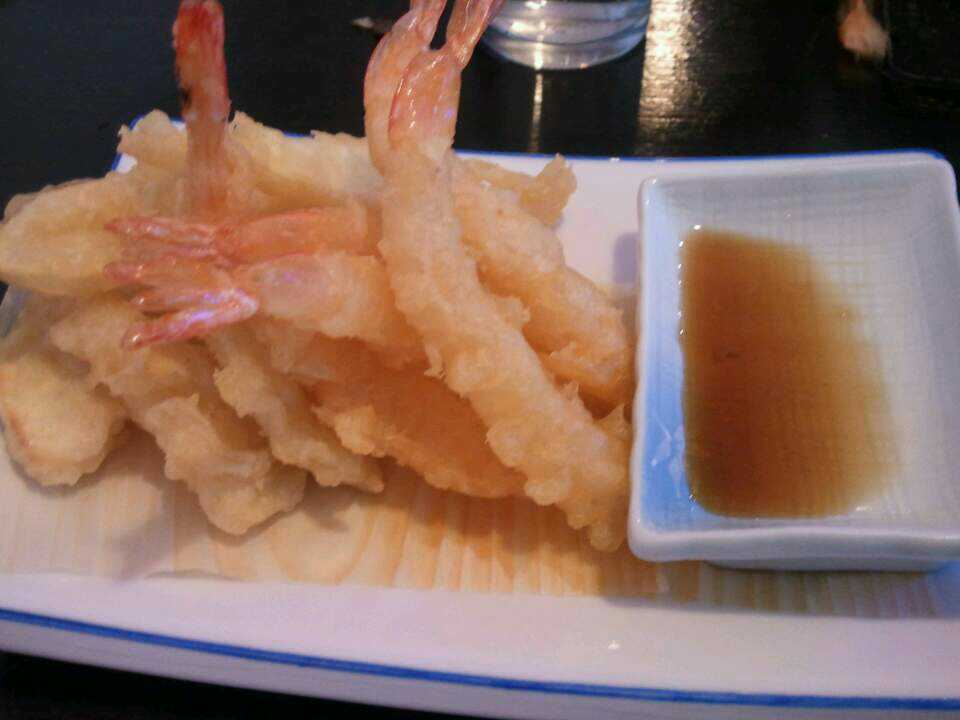
새우튀김과 간장
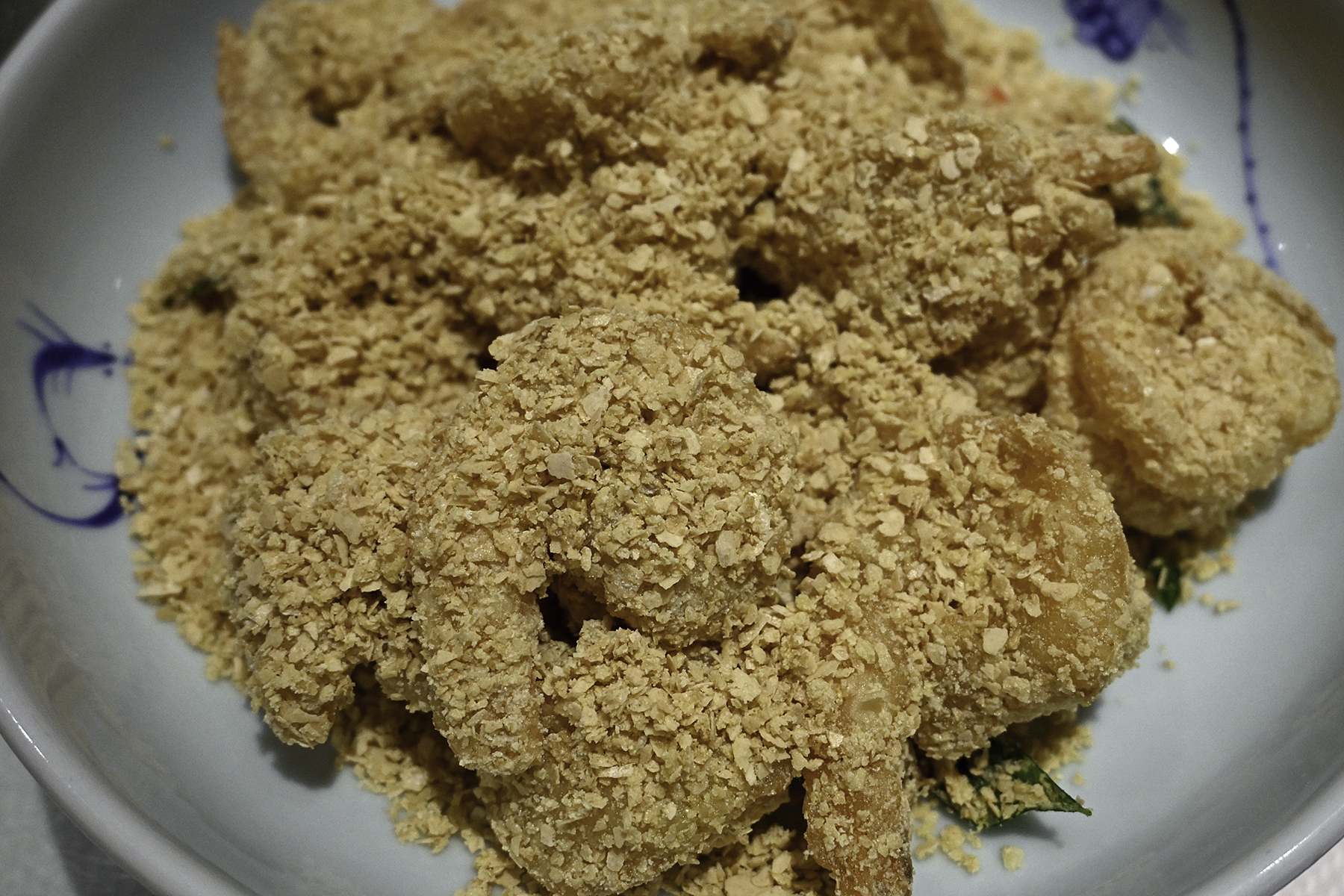
시리얼 프론
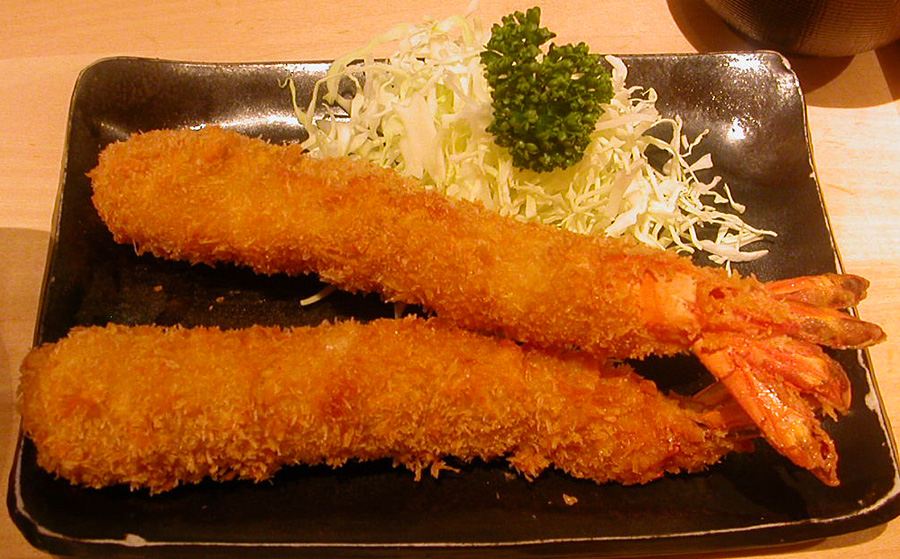
에비후라이
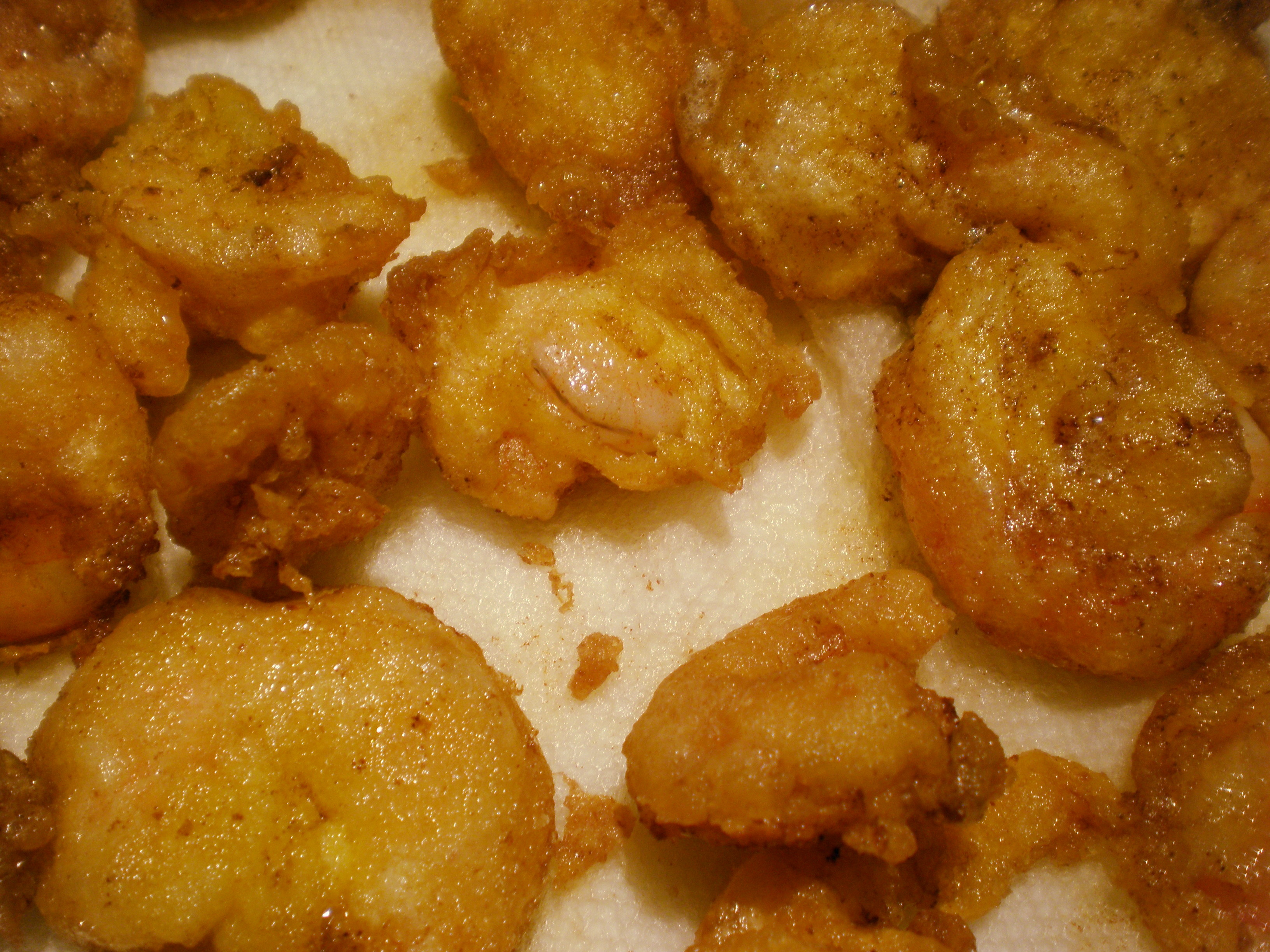
카마론 레보사도
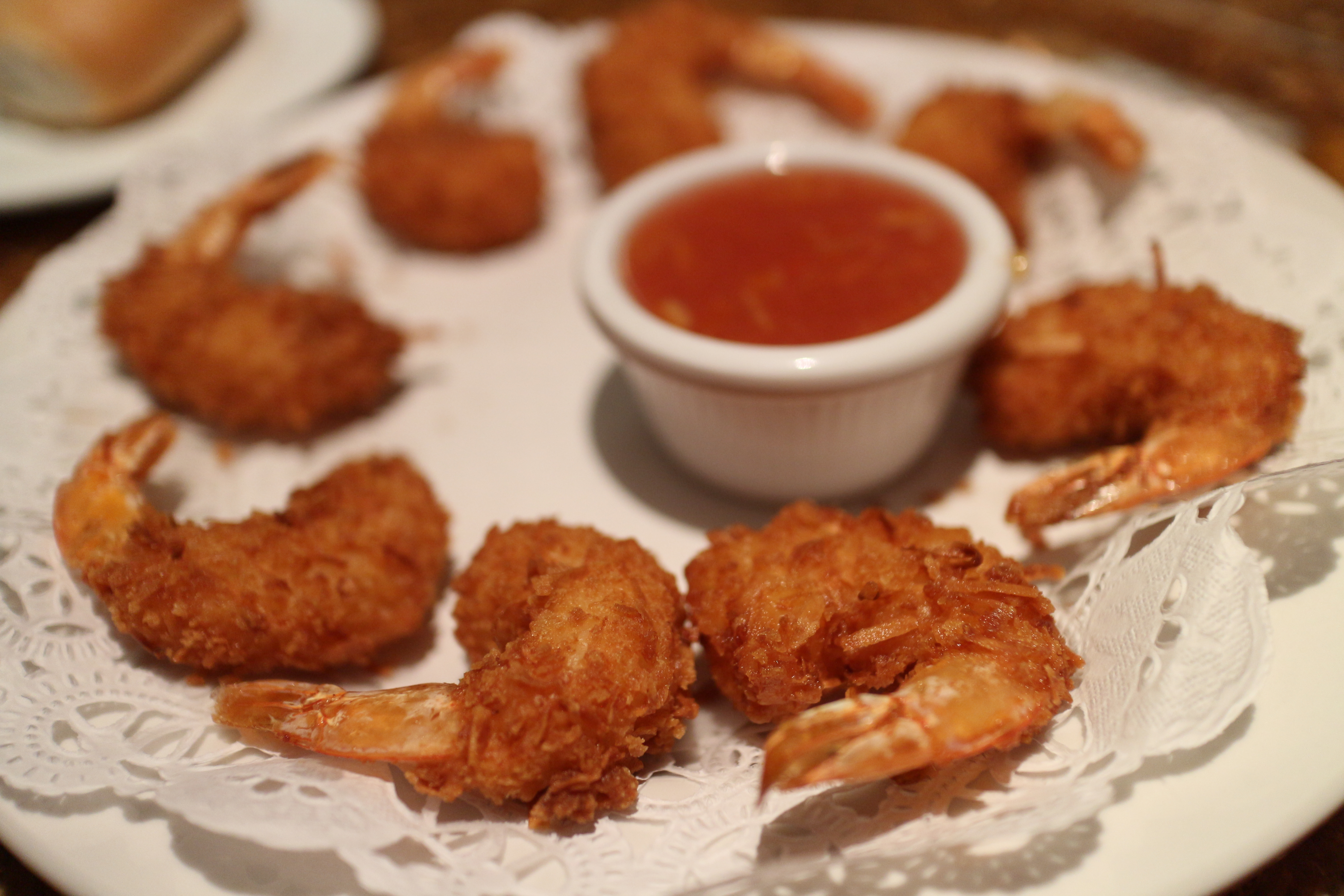
코코넛 슈림프
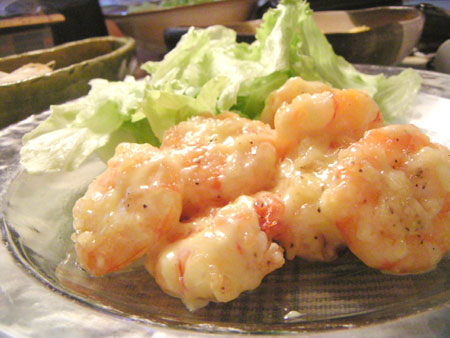
크림새우

## 같이 보기
- 감바스 알 아히요
- 슈림프 포 보이